# Livre des Sui
Le Livre des Sui ou Suishu est l'un des livres des Vingt-Quatre Histoires, le recueil des histoires officielles des dynasties impériales chinoises. Le livre paraît en 636 et décrit l'histoire de la dynastie Sui (581-617).

## Histoire
En 629 un groupe d'historiens, dont Fang Xuanling (房玄龄, 578-648), se voit commander par l'empereur Taizong la rédaction d'une histoire de la dynastie Sui. Wei Zheng (魏征, 580-643) est nommé directeur de la bibliothèque impériale (Mishu Sheng, 秘书 省). En 632 est confiée à Zhangsun Wuji (魏征, 594-659) la tâche de trier les documents afin que l'ouvrage puisse être achevé en 636. Wei Zheng est répertorié comme rédacteur en chef.

## Composition
Le Suishu est composé de 85 juan. Wei Zheng suit la présentation du Shiji et du Hanshu :
| Histoire de la dynastie | Benji (historiographie chinoise) (annales) | Shijia (nl) (sexe héréditaire) | Biao (historiographie chinoise) (tableaux) | Shu (historiographie chinoise) (mémoires) | Liezhuan (nl) (biographies) | Nombre total de juan |
| ----------------------- | ------------------------------------------ | ------------------------------ | ------------------------------------------ | ----------------------------------------- | --------------------------- | -------------------- |
| Suishu                  | 5                                          | -                              | -                                          | 30                                        | 50                          | 85                   |

Dans le traité consacré à la géographie se trouvent des notifications importantes au sujet de la taille de la population dans les différentes régions, des coutumes traditionnelles et des plantes qui y sont cultivées. Le traité sur la musique fournit des informations sur les chansons et les instruments de musique et constitue donc une source importante pour l'histoire de la culture chinoise. Les juan 32-35 comprennent le « catalogue de la bibliothèque impériale » (jingjizhi 經籍志). Ce traité est important pour la compréhension des œuvres qui sont maintenant perdues.

## Texte chinois
- 魏徵, 隋書 (85卷), 北京 (中華書局), 1973 (Wei Zheng, Suishu (85 juan), Beijing (Zhonghua shu ju), 1973), 6 parties, 1 904 pages.

Herdrukt 1999,  (ISBN 9787101021288). L'édition « Zhonghua » des Vingt-Quatre Histoires est l'édition la plus largement utilisée. Les textes sont ponctués, divisés en sections et écrits en caractères traditionnels.

## Ouvrage en relation
- Ébauche d'une histoire des Qing

## Source de la traduction
- (nl) Cet article est partiellement ou en totalité issu de l’article de Wikipédia en néerlandais intitulé « Boek van de Sui » (voir la liste des auteurs).